# Fedlimid I mac Óengusa
Feidlimid I mac Óengusa lub Fedlimid I Dub mac Óengusa („Fedlimid Czarny syn Óengusa”) – król Cashel i Munsteru w latach ok. 489-493, syn Óengusa mac Nad Froích, króla Munsteru. Według legendy miał przyjąć chrzest wraz z ojcem i braćmi z rąk św. Patryka. 
Chronologia królów Munsteru V i VI w. jest niepewna. W źródłach Feidlimid jest znany tylko na listach królów. Nie został wspomniany, jako król w Tablicy Synchronistycznej Laud oraz kronikach irlandzkich; jest jednak wzmiankowany w Księdze z Leinsteru, jako następca swego ojca i poprzednik brata Eochaida II mac Óengusa. To kładzie jego panowanie na 489 r. Jednak saga „Senchas Fagbála Caisil” ("Historia Odkrycia Cashel") umieściła go w spisie po bracie Eochaidzie. Tablica Synchronistyczna Laud była napisana w interesie linii Eóganacht Glendamnach, co może wyjaśniać wykluczenie Feidlimida z niej.

## Potomstwo
Razem z bratem Bressalem został przodkiem Eóganacht Chaisil, linii z ziem wokół Cashel w hr. Tipperary. Pozostawił po sobie syna:
- Crimthann, ojciec syna:
  - Áed Dub („Czarny”), ojciec dwóch synów:
    - Fíngen mac Áedo Duib (zm. 619), przyszły król Munsteru
    - Faílbe Flann mac Áedo Duib (zm. 637/639), przyszły król Munsteru